# Antonio Leonviola
Antonio Leonviola (auch Leon Viola, bürgerlich  Antonio Leone Viola; * 13. Mai 1913 in Montagnana; † 4. August 1995 in Rom) war ein italienischer Filmregisseur und Drehbuchautor.

## Leben
Leonviolas experimenteller Film Fiera di tipi gewann 1934 beim Filmfestival Venedig eine Goldmedaille. Danach brach er mit zwanzig Jahren sein Studium in Padua ab und diente für Italiens Armee in Äthiopien im Abessinienkrieg. Während seiner Zeit in Afrika drehte er viel Material, das er zu Dokumentarfilmen zusammenfügte. 1939 schrieb Leonviola erstmals für einen Spielfilm ein Drehbuch; mehrere, allerdings wenig beeindruckende, folgten in den 1940er Jahren, in denen er auch als Spielfilmregisseur debütierte (Rita di Cascia aus dem Jahr 1942 wurde von den Kritikern vor allem wegen der Leistung von Hauptdarstellerin Elena Zareschi gelobt). 1950 schrieb er seinen wohl wichtigsten Beitrag zur Filmgeschichte, das Drehbuch zu Il brigante Musolino für Pietro Germi.
Erst 1950 kehrte er auf den Regiestuhl zurück und inszenierte Anna Maria Ferrero in einem der damals populären Melodramen. 1952 schnitt der Produzent Leonviolas ambitionierten Sul ponte dei sospiri zu einem reinen Unterhaltungsfilm um; alle folgenden Filme waren dem Publikumsgeschmack untergeordnet. Siluri umani von 1954 wurde von Carlo Lizzani beendet, nachdem Leonviola die Produktion verlassen hatte. Sein einziger Film als Regisseur nach 1963 war das Caper Movie „I giovani tigri“ mit Helmut Berger in der Hauptrolle.
1983 gründete er mit seiner Frau Sofia Scandurra die „Libera Università del Cinema“. Sein Gesamtwerk wird als „ungewöhnlich, originell und Neugier erweckend“ beschrieben.

## Filmografie (Auswahl)
- 1951: Engel oder Sünderin (Le due verità)
- 1952: Biancas Rache (Sul ponte dei sospiri)
- 1953: Bittere Liebe (Noi cannibali)
- 1954: Torpedomänner greifen an (Siluri umani)
- 1958: Marietto, Camilla und der liebe Gott (Ballerina e buon Dio)
- 1961: Maciste, der Sohn des Herkules (Maciste nella terra dei ciclopi)
- 1961: Maciste und die Königin der Nacht (Maciste l'uomo più forte del mondo)
- 1962: Taurus – Der Gigant von Thessalien (Taur, re della forza bruta)
- 1963: Le gladiatrici
- 1968: I giovani tigri